# Mănăstirea Vișina
Mănăstirea Vișina este o mănăstire ortodoxă din România situată la 14 km de Târgu Jiu. Prima atestare a acestei manastiri se gaseste intr-un document al domnitorului Neagoe Basarab din anul 1514.  Din vechea manastire s-au pastrat doar ruinele bisericii. Manastirea Visina a fost reinfiintata in anul 1994.